# Bestuurscollege (Nederlandse Antillen)
In de Nederlandse Antillen vormde het Bestuurscollege het dagelijks bestuur van een eilandgebied. De gezaghebber was voorzitter van het Bestuurscollege waarin behalve de gezaghebber ook gedeputeerden (minimaal twee en maximaal vier) zitting hadden. De gedeputeerden werden door en uit de leden van de Eilandsraad gekozen voor een periode van vier jaren. Dit vond plaats in de eerste vergadering van een nieuwe zittingsperiode van de Eilandsraad.